# Мосты Ростова-на-Дону
Город Ростов-на-Дону находится на реке Дон и ряде его рукавов и притоков. Через эти реки переброшено некоторое количество мостов.

## Ранее существовавшие мосты

### Пешеходные, гужевые, автомобильные
Первый наплавной мост через Дон появился не позднее 1781 года. Также известен документ Министерства Внутренних Дел от 1825 года, которым утверждается сбор с уже двух наплавных мостов: главного — Донского (идущего от Таганрогского, ныне Будённовского, проспекта) и Темерницкого, ведущего к станице Гниловской. Причём содержание Донского моста осуществлялось в половинной доле с Нахичеванью, бывшим тогда самостоятельным городом.
Во время Великой Отечественной войны также существовал мост имени маршала Антонеску в створе Буденновского проспекта (тогда называемого Таганрогским проспектом), который был построен фашистскими захватчиками во время второй оккупации города, а затем перестроен и модернизирован в послевоенные годы.

### Железнодорожные
См. также — История Ростовского железнодорожного моста
Первый железнодорожный мост в Ростове-на-Дону был построен в 1873—1874 годах по проекту Э. М. Зубова, при строительстве Владикавказской железной дороги. Это был одноколейный пятипролётный мост оригинальной конструкции: для пропуска судов средняя ферма поворачивалась на 90°, становясь вдоль реки.
К началу XX века этот мост уже устарел, и в 1912 году было принято решение строить новый двухпутный мост в 40—50 метрах ниже по течению. Профессором Станиславом Белзецким с участием крупнейшего ученого-мостостроителя профессора Николая Белелюбского и профессора Григория Передерия был спроектирован трёхпролётный мост с вертикально поднимающейся средней фермой, первый мост подобной конструкции в России. К 1917 году он был возведён и прозван ростовчанами «Американским», поскольку такие мосты строились в Северной Америке начиная с конца XIX века. Старый мост был разобран в 1920-е годы, его конструкции использованы при строительстве железной дороги Сочи—Адлер
- Открытка: Ростов-на-Дону, мост Владикавказской железной дороги
- На заднем плане — новый Американский мост
- Первые два Ростовских железнодорожных моста

## Существующие мосты
- Главный железнодорожный мост
- Ворошиловский мост
- Западный мост

| Через                 | Название                         | Тип             | Год постройки | Координаты                      | Комментарии                                                                                          |
| --------------------- | -------------------------------- | --------------- | ------------- | ------------------------------- | --- |
| Дон                   | Аксайский мост                   | автомобильный   | 1964          | 47°14′31″ с. ш. 39°51′04″ в. д. | два параллельных моста                                                                               |
| Дон                   | Ворошиловский мост               | автомобильный   | 1965          | 47°12′51″ с. ш. 39°43′20″ в. д. | 15 февраля 2014 года закрыт на реконструкцию; 13 сентября 2017 года окончательно открыт для движения |
| Дон                   | Темерницкий мост                 | автомобильный   | 2010          | 47°12′36″ с. ш. 39°42′10″ в. д. | Устаревшее название - "Мост Сиверса"                                                                 |
| Дон                   | Западный (Гниловско́й) мост       | комбинированный | 1983          | 47°11′01″ с. ш. 39°38′18″ в. д. | |
| Дон                   | Левый берег-Зелёный остров       | железнодорожный | 1964          | 47°12′17″ с. ш. 39°46′35″ в. д. | |
| Дон                   | Главный железнодорожный мост     | железнодорожный | 1952          | 47°12′35″ с. ш. 39°42′06″ в. д. | Подвижной (подъёмный)                                                                                |
| Нахичеванская протока | Правый берег-Зелёный остров      | железнодорожный | 1964          | 47°13′13″ с. ш. 39°47′01″ в. д. | |
| Нахичеванская протока | Понтонный мост на Зелёный остров | понтонный       |               | 47°13′12″ с. ш. 39°46′24″ в. д. | наводится каждую весну                                                                               |
| Мёртвый Донец         | Мост на Нозадзе                  | автомобильный   |               | 47°11′31″ с. ш. 39°36′41″ в. д. | |
| Мёртвый Донец         | Каратаевский мост                | автомобильный   |               | 47°13′41″ с. ш. 39°32′33″ в. д. | |
| Темерник              | Мост на Королёва                 | автомобильный   |               | 47°17′09″ с. ш. 39°41′37″ в. д. | |
| Темерник              | Мост на Вавилова                 | автомобильный   |               | 47°15′40″ с. ш. 39°41′10″ в. д. | |
| Темерник              | Мост на Змиёвском проезде        | автомобильный   |               | 47°14′47″ с. ш. 39°39′36″ в. д. | |
| Темерник              | 1-й ж/д мост через Темерник      | железнодорожный |               | 47°14′15″ с. ш. 39°39′55″ в. д. | |
| Темерник              | 2-й ж/д мост через Темерник      | железнодорожный |               | 47°14′13″ с. ш. 39°39′53″ в. д. | |
| Темерник              | 3-й ж/д мост через Темерник      | железнодорожный |               | 47°13′23″ с. ш. 39°41′04″ в. д. | |
| Темерник              | Новый мост                       | автомобильный   |               | 47°13′40″ с. ш. 39°40′05″ в. д. | |
| Темерник              | Депутатский мост                 | автомобильный   |               | 47°13′22″ с. ш. 39°41′08″ в. д. | |
| Темерник              | Мост на проспекте Стачки         | автомобильный   |               | 47°12′53″ с. ш. 39°41′52″ в. д. | |
| балку Темерник        | Мост на Армянской                | автомобильный   |               | 47°17′33″ с. ш. 39°43′54″ в. д. | |
| балку Темерник        | Мост на Белорусской              | автомобильный   |               | 47°17′03″ с. ш. 39°43′25″ в. д. | |
| балку Темерник        | Мост на проспекте Космонавтов    | автомобильный   |               | 47°16′35″ с. ш. 39°43′03″ в. д. | |
| Канал Дон—Койсуг      |                                  | автомобильный   |               | 47°16′35″ с. ш. 39°43′03″ в. д. | |